# Коган, Пётр Семёнович
Пётр Семёнович Коган (20 мая [1 июня] 1872, Лида, Виленская губерния — 2 мая 1932, Москва) — русский и советский историк литературы, литературный критик, литературовед, переводчик, профессор МГУ. Президент Государственной академии художественных наук, сотрудник Литературной энциклопедии.

## Биография
Окончил гимназию в Могилёве, историко-филологический факультет Московского университета. В студенческие годы увлёкся марксистскими идеями. Преподавал в Москве, в том числе в училище Московского филармонического общества.
В 1909 году переехал в Санкт-Петербург. Приват-доцент кафедры германо-романской филологии Санкт-Петербургского университета в 1911—1918 годах. Принял православие, чтобы получить возможность стать профессором, но к профессуре не был допущен.
Автор переводов книг Д. Рескина, И. Тэна и других. Печатался в «Книговедении», Русской мысли, «Русском слове», «Курьере» и других изданиях. Автор статей в Новом Энциклопедическом словаре Брокгауза и Ефрона («Классицизм», «Лессинг», «Гуцков», «Ибсен», «Зудерман» и других) и в первом издании Большой советской энциклопедии.
После революции преподавал в МГУ. Профессор литературно-художественного отделения (1921), профессор кафедры романо-германской филологии (1921—1925) факультета общественных наук. Профессор кафедры романо-германской филологии этнологического факультета (1925—1930). Инициатор создания и президент Академии художественных наук (1921—1925). Председатель научно-художественной секции Государственного учёного совета. Член правления Московского дома учёных (1924).
Скончался 2 мая 1932 года в Москве; 24 мая урна с прахом покойного погребена на Новодевичьем кладбище (участок 3, ряд 63).

### Семья
- Жена — Надежда Александровна Нолле-Коган (1888—1966), переводчица, мемуаристка.
  - Сын — Александр Петрович Кулешов (Нолле) (1921—1990), писатель.
- Сестра София была с 1924 года замужем за педагогом-математиком К. Н. Рашевским.

## Избранное
- Очерки по истории западноевропейской литературе (т.1—3, 1903—1910)
- Очерки по истории новейшей русской литературы (т.1—3, 1908—1911)
- Очерки по истории древних литератур. — 3-е изд. — М. : Заря, 1912. — Т. 1: Греческая литература. — 1912. — 325 с. : ил.
- Литература этих лет: 1917—1923. — Иваново-Вознесенск: Основа, 1925
- Коган П. С. Литературные заметки. Эпопея Андрея Белого // Красная новь. — 1921, ноябрь-декабрь. — № 4.
- Коган П. Бабель: Критика // Соболь А. Печальный весельчак, Хаит Д. Муть, Коган П. С. Бабель, Вендров З. По еврейским колониям. Харьков, 1927.
- История русской литературы с древнейших времен до наших дней (в самом сжатом изложении). М.—Л.: Молодая гвардия, 1927. — 270 с. 6000 экз. 2-е изд. [1928]. 270 с. 5000 экз. 3-е изд. 1930. 269 с. 10 100 экз.
- Красная Армия в нашей литературе. М.: Военный вестник, 1926. 138 с. 6070 экз.
- Лев Толстой и марксистская критика. М.—Л.: Моск. рабочий [1928]. 84 с. 5000 экз.
- Литература великого десятилетия. М.—Л.: Моск. рабочий, 1927. 160 с. 6000 экз.
- Наши литературные споры. К истории критики Октябрьской эпохи. М.: Гос. акад. худож. наук, 1927. 117 с. (История и теория искусств. Вып. 3). 4000 экз.
- Пролетарская литература. Иваново-Вознесенск. «Основа», 1926. 114 с.